# José Zagallo Iharco
José Bernardo Zagallo Ilharco ou José Zagalo Ilharco (Lamego, 31 de outubro de 1860 – Porto, 05 de novembro de 1910) foi um fotógrafo e empresário português.

## Biografia
José Zagallo Ilharco nasceu em 31 de outubro de 1860 na freguesia da Sé, na cidade de Lamego. Lá passou sua infância e adolescência. Já jovem, mudou-se para a cidade do Porto para aprofundar-se em seus estudos e começou a trabalhar com o comércio e na atividade de seguros. Foi bem sucedido nas duas áreas, desenvolvendo-se com um importante homem de negócios e bem situado nos círculos sociais da cidade. Foi proprietário de ações de diversas empresas portuguesas. Casou-se com Angelina Ribeiro de Moura Ilharco e teve um filho, Norberto de Mello Zagallo Ilharco.
Em seu tempo livre começou a dedicar-se a atividade da fotografia enquanto desenvolvia, em paralelo, outro passatempo: o de paisagista e florista. Foi contemporâneo e amigo de Jacinto de Matos, no qual este trabalhou na criação do parque Zagallo Ilharco, jardim que rodeava a casa erigida por Ilharco na Avenida da Boa Vista, em Pinheiro Manso.
Frequentemente realizava pequenas viagens locais com a família e aproveitava para fotografar paisagens, um de seus temas preferidos. Nestas excursões registrou paisagens de Lamego, Matosinhos, Penafiel, Leça da Palmeira, Guarda, Valongo, Porto e do Douro. Faleceu aos cinquenta anos de idade de causas desconhecidas.

## A fotografia

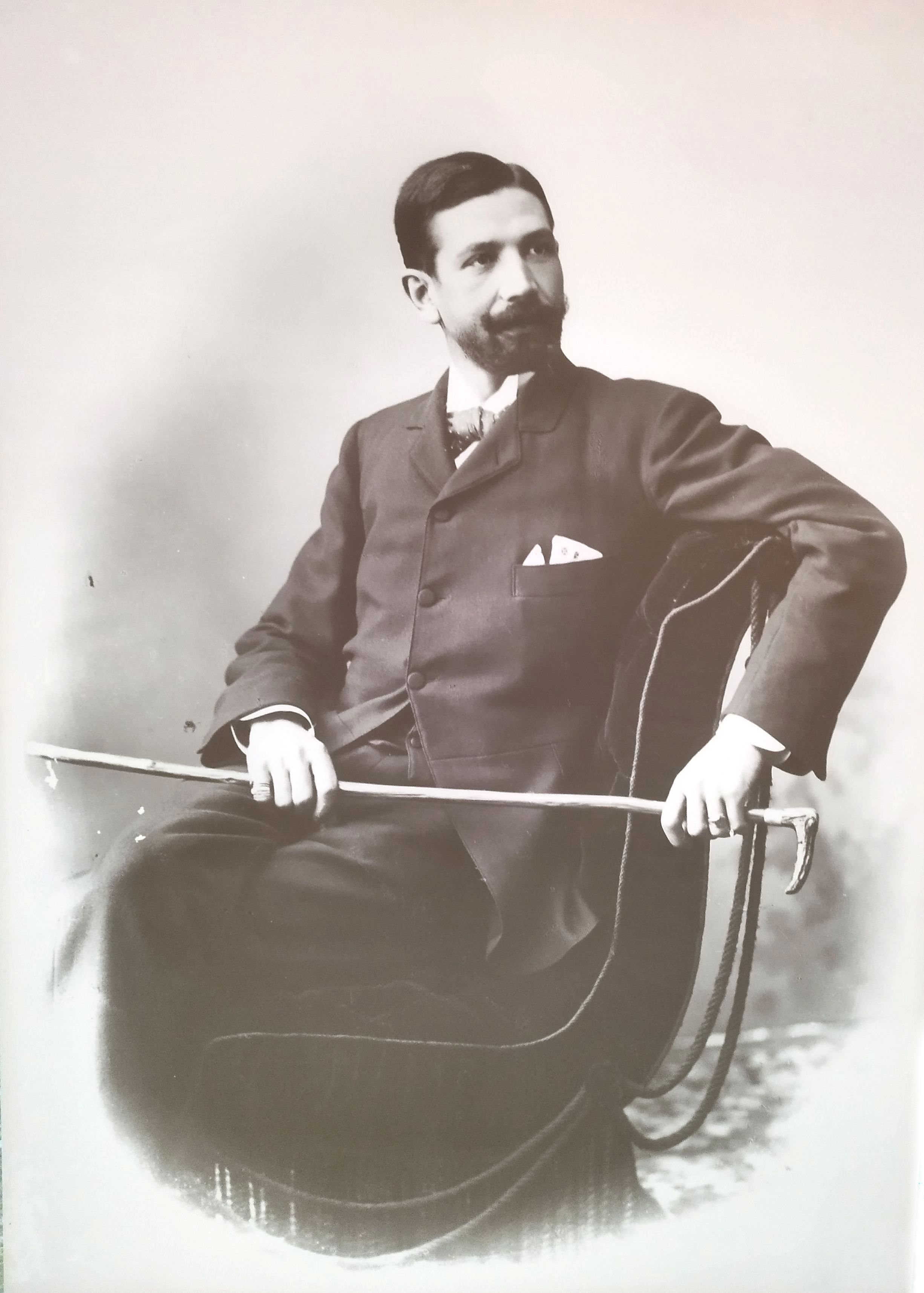
Fotografia de José Zagallo Ilharco, fotógrafo

A fotografia de José Zagallo Ilharco é uma verdadeira janela para pequenas localidades e hábitos do século XIX, em Portugal, capturando com maestria as nuances de um passado que hoje parece inalcançável. Suas imagens de paisagens e elementos naturais revelam um olhar sensível, onde a luz e a composição transformam cenários ordinários em obras quase poéticas. Há um encanto na forma como ele enaltece o detalhe, seja nas texturas das pedras de uma ruína; no movimento suave de um rio; de uma criança e um idoso nas vagas do mar; da grandiosidade das mulheres no labor ao caminhar na estrada com cestos à cabeça ou no detalhe curioso de uma árvore ocupada por pessoas. A delicadeza de seu trabalho convida a uma viagem contemplativa, transportando-nos a um tempo em que a natureza e o homem coexistiam em um ritmo mais orgânico e talvez menos apressado.
Contudo, sua lente não se limitava apenas à serenidade da natureza. Ele também registrava familiares, amigos e desconhecidos, além de a arquitetura do final do século XIX e início do século XX, apresentando um contraste entre o dinamismo humano e a permanência das estruturas edificadas. Nas suas imagens, vemos trabalhadores anônimos, crianças brincando e retratos informais que, de forma peculiar, documentam a realidade social de sua época. Ao mesmo tempo, as fachadas, pontes e ruas da arquitetura oitocentista ganham uma imponência nostálgica, como se cada foto ecoasse histórias que não podemos mais alcançar. Esse sabor peculiar de suas fotografias reside na mistura entre o efêmero e o eterno, um equilíbrio que transforma cada imagem em uma memória vívida de um tempo que nunca deixará de fascinar.

## Real Velo Club do Porto

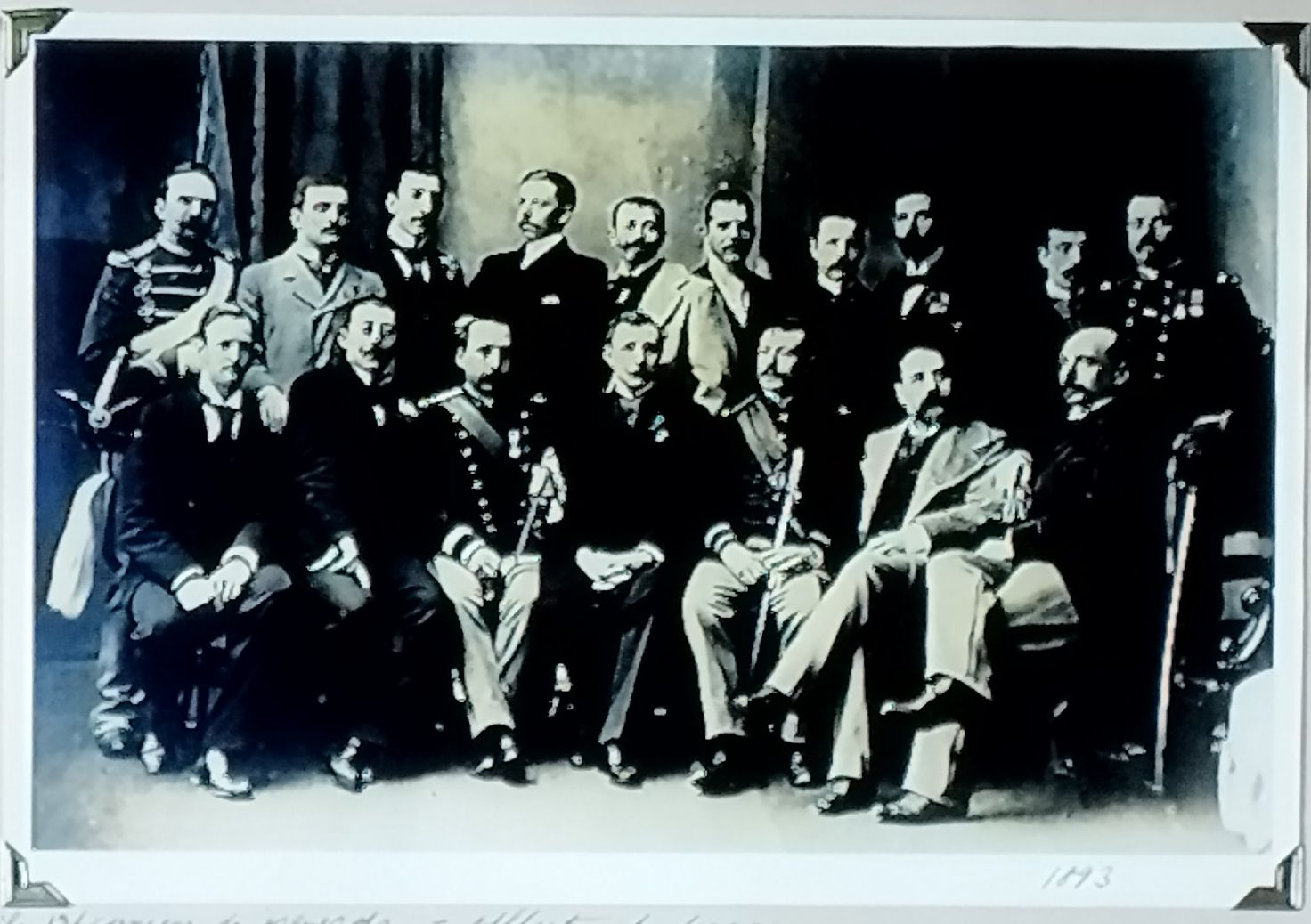
Sócios fundadores do Real Velo Club do Porto. Ilharco está em pé à esquerda da imagem. É o terceiro da esquerda para direita sob fundo escuro. 1893

José Zagallo Ilharco foi um dos sócios fundadores do Velo Club, 1893, instituição que aqueceu  ainda mais o ciclismo em Portugal. Em um primeiro momento de sua fundação o Velo Club ocupou o antigo Chalet do Palácio de Cristal.” Por pedido do seu presidente, o Conde de Paçô Vieira, o rei D. Carlos I foi instituído como Presidente Honorário, ficando a designar-se Real Velo Club do Porto.” 
O Rei permitiu então a edificação de um velódromo com todas as necessidades satisfeitas para os treinos e competições. Este novo local cedido para o velódromo ocupou os jardins do Palácio Real do Porto, ou Palácio das Carrancas. O engenheiro Estevão Torres, segundo secretário do clube, ficou encarregado de dar prosseguimento aos trâmites práticos para desenvolvimento do novo velódromo tendo sido designado como Velódromo Rainha D.ª Maria Amélia. O acesso a este seria pela rua de Pombal (atual rua Adolfo Casais Monteiro). Sua inauguração oficial deu-se em 1895 e foi considerado o maior recinto desportivo da cidade do Porto na primeira década do século passado. O velódromo existe até hoje no atual Museu Nacional Soares dos Reis, mais não é aberto ou  utilizado para estes fins.

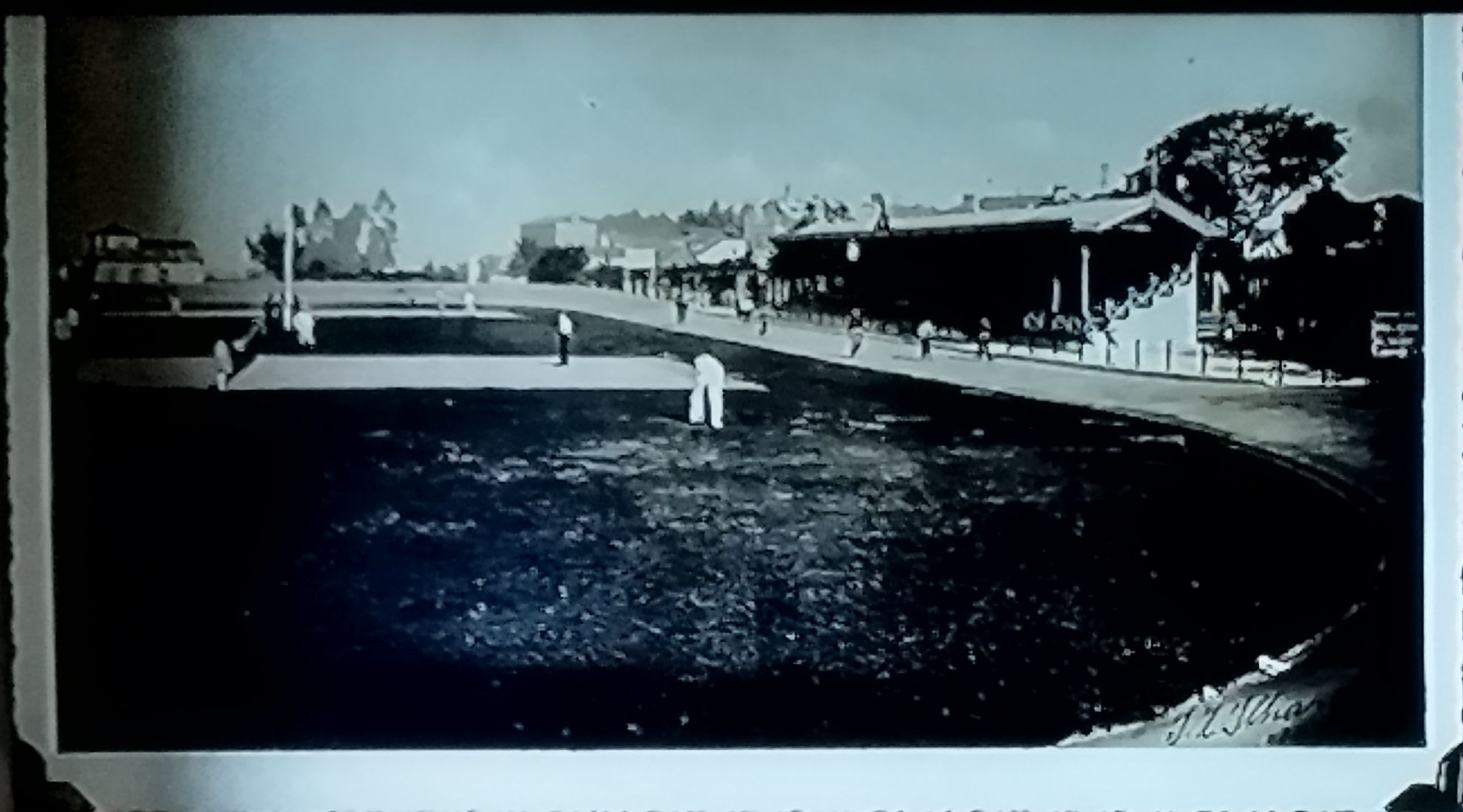
Real Velo Club do Porto em funcionamento

José Zagallo Ilharco é autor de algumas das únicas fotografias existentes deste equipamento desportivo e da única fotografia dos sócios-fundadores.

## Prêmio fotográfico

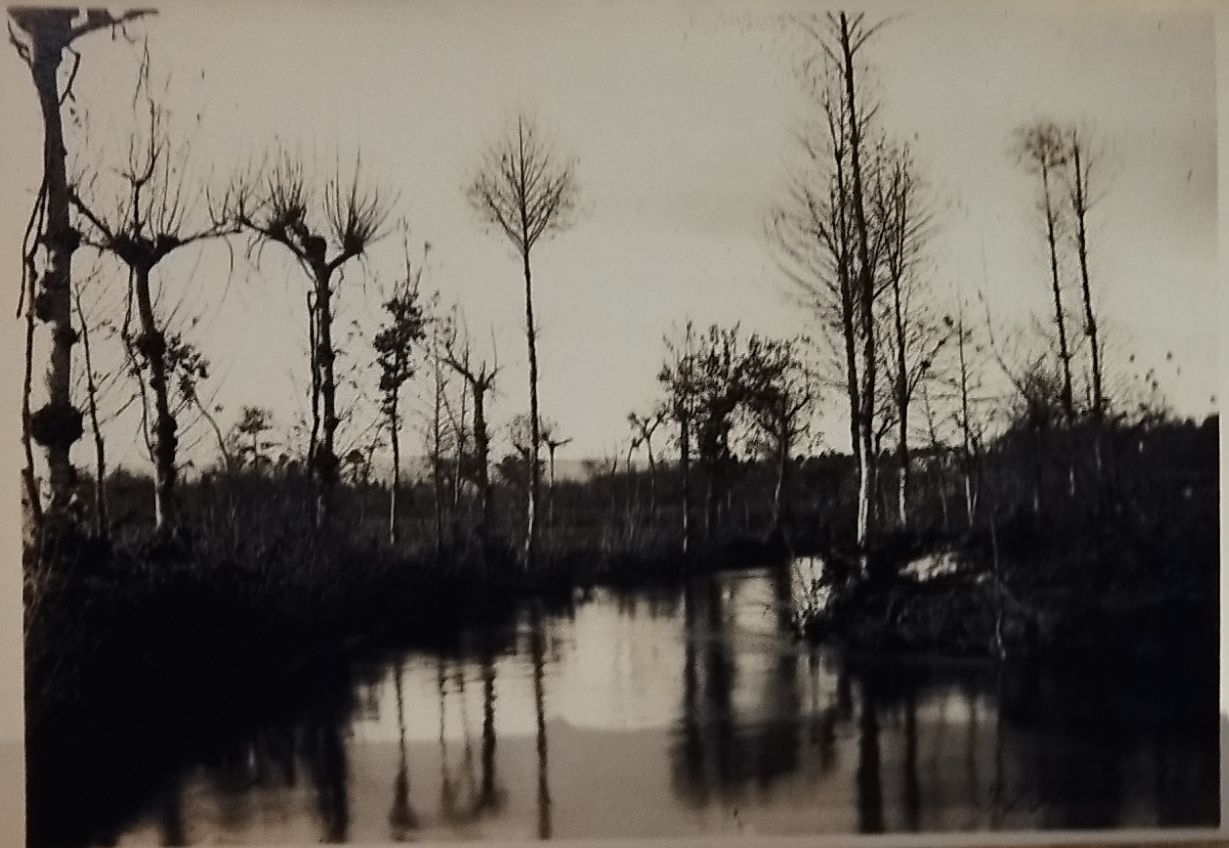
Foto de José Zagallo Ilharco premiada em Bélgica

José Zagallo Ilharco também foi premiado internacionalmente com uma fotografia do rio Sousa, intitulada Paisagem e premiada em Bruxelas, Bélgica, em 1895.

## Homenagens

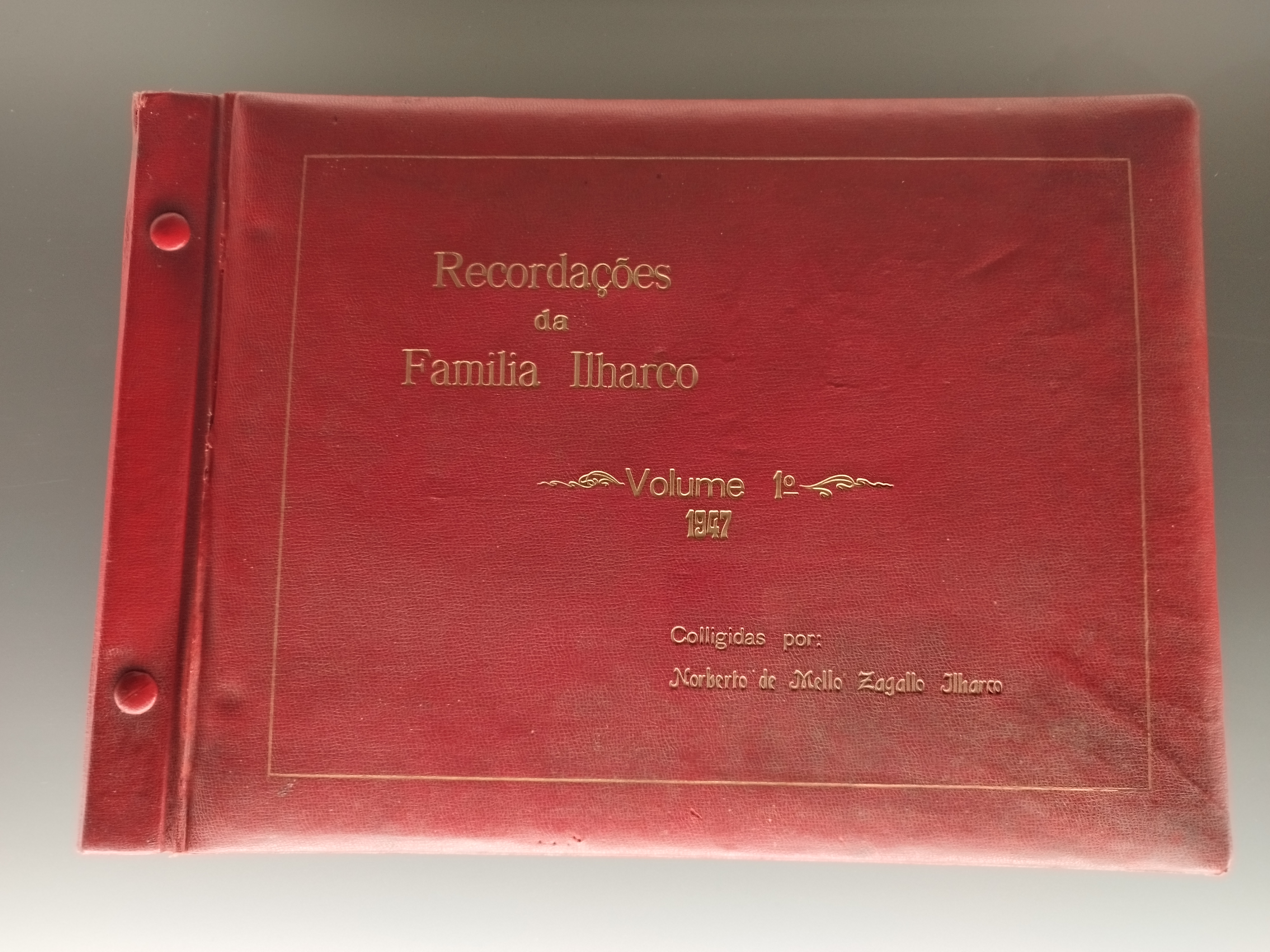
Álbum de fotografias elaborado por Norberto de Mello Zagallo Ilharco em homenagem ao seu pai, em 1947

1. Álbum de fotografias elaborado por Norberto de Mello Zagallo Ilharco em homenagem ao seu pai, em 1947Em 1947, em um gesto de profundo apreço pela obra de seu pai, seu filho Norberto de Mello Zagallo Ilharco organizou e compilou em dois álbuns, como um tributo pessoal, um conjunto das melhores fotografias realizadas pelo artista. Esses álbuns, frutos de uma cuidadosa curadoria, entre as mais de 260 imagens de Ilharco, não concentram-se exclusivamente no tema da paisagem. Abordam também um fotógrafo com um olhar sensível para a arquitetura, o homem do campo, retratos do cotidiano destacando a sensibilidade única e o talento artístico que marcaram sua visão fotográfica. Impressas originalmente no Bazar Foto-Amador, no Porto, em fevereiro de 1945, estas obras são um testemunho eloquente de um tempo em que a fotografia começava a solidificar-se como expressão artística e documento histórico. Ilharco deixou um legado visual repleto de memória e beleza.

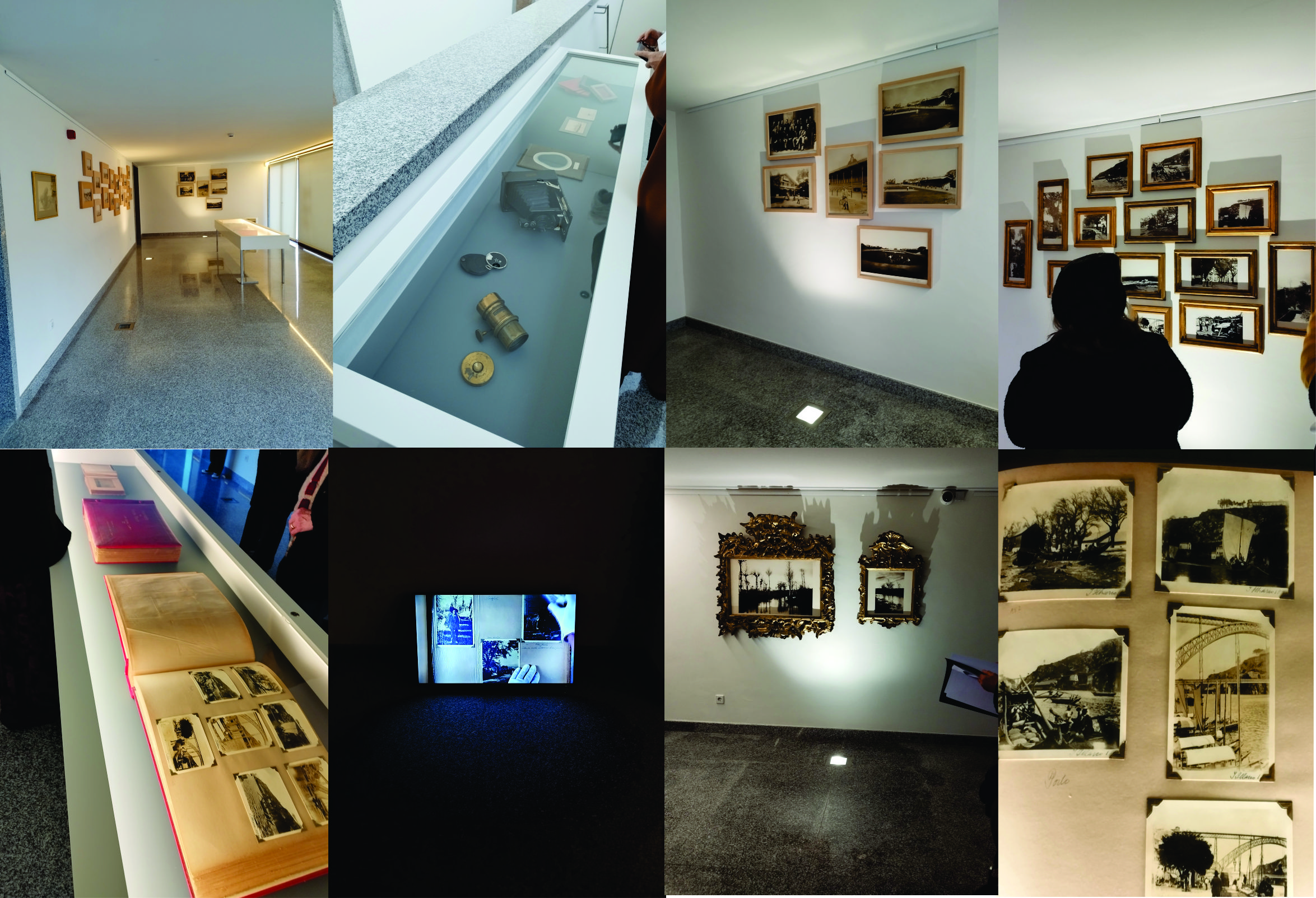
Exposição Paisagem- José Zagallo Ilharco no Museu Nacional Soares dos Reis. Janeiro de 2024

2. Exposição Paisagem- José Zagallo Ilharco no Museu Nacional Soares dos Reis. Janeiro de 2024O Museu Nacional Soares dos Reis, na direção de António Ponte, elaborou uma exposição inédita intitulada Paisagem - José Zagalo Ilharco, com curadoria de Rui Pinheiro, inaugurada a 25 de janeiro de 2024 e patente até 28 de abril de 2024. A exposição contou com  diversas fotografias, exibição de vídeos e objetos fotográficos pessoais de Ilharco e os álbuns de fotografia que estão dentro do espólio da família. Também houve a execução de diversas atividades de arte educação como diálogos (Conversa Fotografia e Arquivo – Arquivo Doméstico), visitas orientadas e outros, inclusive com a participação de Maria Manuel Carneiro, familiar e detentora do espólio fotográfico. A exposição contou com nove núcleos expositivos: 1 - Velódromo Rainha D.ª Amélia, Real Velo Club do Porto; 2 - Cidade do Porto (1887-1891); 3 - Álbum de Recordações da Família Ilharco Vol. 1 e 2 (1947); 4 - Prova Original de Leça da Palmeira; 5 - Casa de José Zagalo Ilharco, Rua Costa Cabral, Porto (1888); 6 - Cidades de Matosinhos, Leça da Palmeira (1880-1891); 7 - Álbum de Recordações da Família Ilharco Vol. 2 (1947); 8 - Lamego, Guarda, Varosa, Mondim de Basto, Valongo e Avelãs da Ribeira (1888-1891); 9 - Rio Souza, Penafiel (1885).
3. A Bienal de Fotografia de Lamego e Vale do Varosa realizou, de 08 de agosto a 26 de outubro de 2024, uma parceria com o Museu Nacional Soares dos Reis no intuito de levar a exposição Paisagem - José Zagalo Ilharco para o Museu de Lamego, ampliando não só o alcance da exposição, como também estabelecendo simbolicamente um retorno às origens, uma vez que a região de Lamego era frequentemente retratada por Ilharco.